# Wescam

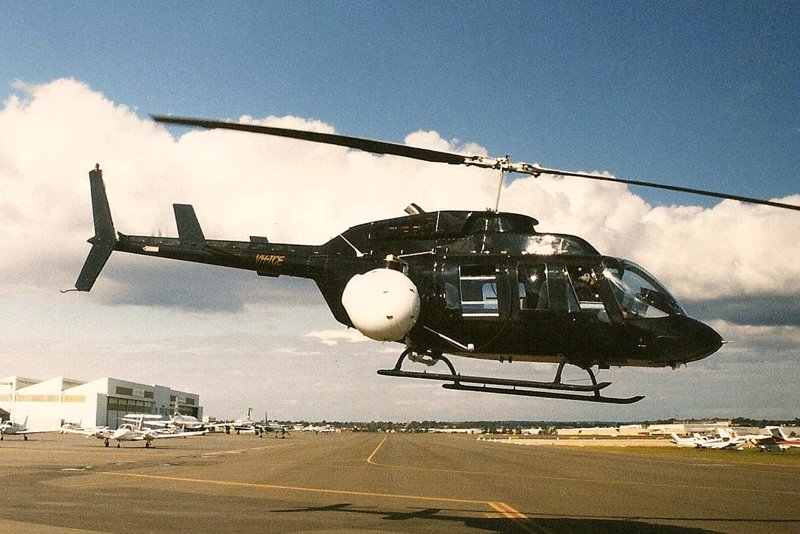
Hélicoptère équipé d'une wescam

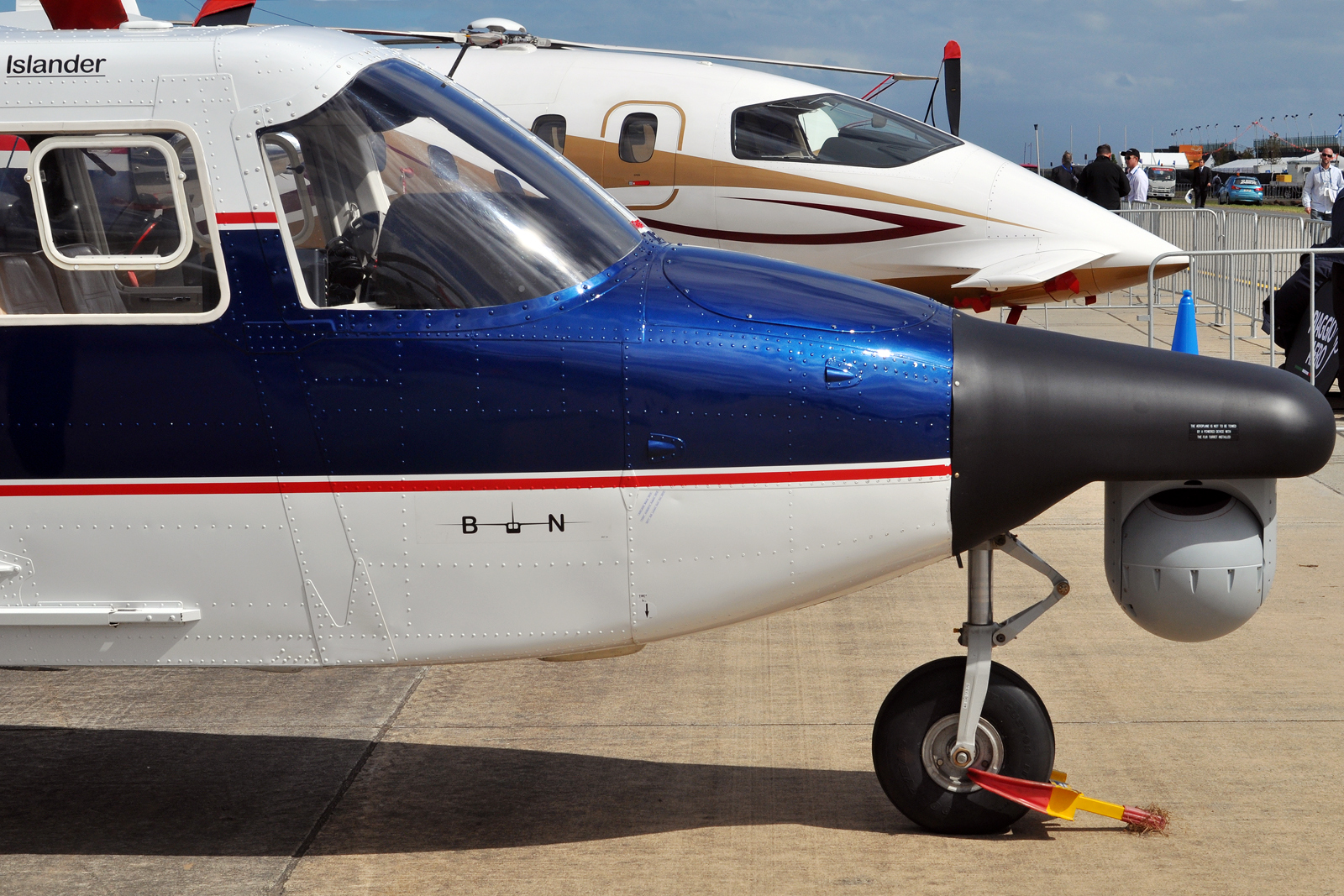
Avion équipé d'une wescam

La wescam ou la gyrocaméra est une caméra gyrostabilisée montée sur hélicoptère ou sur un avion. Le Tour de France l'utilise souvent,. Elle permet de faire des plans aériens.
Wescam est aussi le nom d'une société canadienne qui fabrique ce genre de caméras.
Les caméras Wescam équipent également les Atlantique 2 de la Marine nationale.